# باشگاه بسکتبال کی‌کی کالو
باشگاه بسکتبال کی‌کی کالو (استونیایی: KK Kalev) یک باشگاه بسکتبال در تالین، استونی بود که در سال ۱۹۲۰ تأسیس و در سال ۲۰۰۵ با ادغام در باشگاه بسکتبال کالو منحل شده‌است. 